# パリ国際園芸博覧会
パリ国際園芸博覧会（パリこくさいえんげいはくらんかい, Floralies Internationales Paris 1969）は、1969年4月23日から10月5日までフランスのパリで開催された国際園芸博覧会であり、博覧会国際事務局から認定された国際博覧会（特別博）である。テーマは「Flowers of France and Flowers of the World」。会期中240万人が来場した。